# Drica Moraes
Adriana Moraes Rego Reis (sinh ngày 29 tháng 7 năm 1969 tại Rio de Janeiro, Brazil) là một nữ diễn viên người Brazil.

## Cuộc sống chuyên nghiệp
Drica Moraes bắt đầu làm kịch ở trường Cao đẳng Andrew, Zona Sul của Rio de Janeiro với Miguel Falabella. Cô cũng học ở Tablado, năm 13 tuổi và bắt đầu những trải nghiệm đầu tiên của mình với tư cách là một nữ diễn viên trong nhà hát cho trẻ em, trong Labors of Hercules, chuyển thể cuốn sách của Monteiro lobato vào năm 1983. Cô cũng tham gia vở kịch Thị trấn của chúng tôi, 1984 và Cô bé quàng khăn đỏ, được viết và đạo diễn bởi Maria Clara Machado, năm 1985.
Moraes đã ra mắt sàn diễn chuyên nghiệp với chương trình Bí mật của Cocachim, với tên Denise Crispum, vào năm 1989, đã mang lại cho cô giải thưởng Coca-Cola. Trong truyền hình, lần xuất hiện đầu tiên của cô không thể kín đáo hơn. Tác phẩm đầu tay của cô diễn ra tại Rede Globo năm 1986, trong tập O Sequestro de Lauro Corona, trong Teletema đã tuyệt chủng, được viết bởi Ricardo Linhares. Mặc dù nhỏ bé nhưng vai diễn của nữ diễn viên Moraes đã thu hút sự chú ý của đạo diễn Roberto Talma, người chịu trách nhiệm cho chương trình, đã mời cô đến telenovela đầu tiên của anh, Top Model, ba năm sau, nơi cô đóng vai cô hầu gái Cida.
Khi làm việc cho tác giả Walcyr Carrasco, Moraes vào vai những nhân vật phản diện Machiavellian và những cô gái truyện tranh. Năm 1996, cô xuất hiện đặc biệt trong bộ phim truyền hình Rede Manchete, trong khi tham gia vào dàn diễn viên của tiểu thuyết Xica da Silva, với vai Violante khủng khiếp và xấu xa, đã mang lại cho cô giải thưởng APCA cho Nữ diễn viên xuất sắc nhất năm. Bốn năm sau, trong Rede Globo, Moraes đóng vai Marcela ích kỷ trong telenovela O Cravo ea Rosa. Năm 2002, cô là một phần của telenovela Desejos de Mulher. Cô cũng là nhân vật bạn diễn trong vai Márcia làm móng tay trong Chocolate com Pimenta. Cô cũng đã đóng vai Olívia trong Alma Gêmea.
Trước khi trở thành một nữ diễn viên, Drica đã coi là một nhà thiết kế và tham gia vào việc làm một cuốn sách thơ, tạo ra hình ảnh trực quan để minh họa cho tác phẩm. Vào tháng 7 năm 2010, cô đã ra mắt trên mạch phim quốc gia trong O Bem Amado, trong đó cô là một trong những chị em Cajazeiras. Nhiều tháng sau, vào tháng 1 năm 2011, bộ phim được Rede Globo phát sóng khi một bộ phim được chia thành bốn phần.
Năm 2010, nữ diễn viên Moraes mắc bệnh bạch cầu tủy cấp tính và trải qua điều trị tủy xương. Cô đóng vai Ti Ti Ti trong vai nhà trị liệu vật lý Teresa Batalha, trong một nhân vật vai trò khách mời trong các chương cuối của cốt truyện. Cùng năm đó, Moraes xuất hiện đặc biệt trong một tập của A Grande Família.